# Nordvik
Nordvik (en ruso: Нордвик) era un asentamiento y un puerto en el krai de Krasnoyarsk, en la RSFS de Rusia (Unión Soviética), ubicado en el golfo de Játanga (mar de Láptev) en la desembocadura del río Játanga, en la península de Uriung Tumus, al oeste de la bahía Nordvik.
En el asentamiento existía una colonia penal. El clima es excepcionalmente severo, con inviernos prolongados y amargos.
Cerca de Nordvik hay una cúpula de sal paleozoica conocida como Tus-Taj, en la propia península de Uriung Tumus. Se sospechaba que el suelo debajo produciría petróleo y gas. En esta península también se encontraron restos de un plesiosaurio (Plesiosaurus robustus).

## Historia
El nombre significa literalmente «Bahía del Norte» en noruego y se refiere a la bahía Nordvik descubierta por la Gran Expedición del Norte de Rusia en 1739. 
En 1933, la recién creada Glavsevmorput (Dirección General de la Ruta del Mar del Norte) envió el carguero Pravda a Nordvik con una expedición de exploración petrolera dirigida por Nikolái Urvántsev. El 4 de septiembre, el Pravda estaba cerca de Nordvik. El capitán Belitskiy había decidido acercarse a la bahía de Nordvik desde el este, entre Poluostrov Paksa y la isla Bolshoy Begichev. A pesar de no tener conocimiento de la profundidad del canal, Belitskiy siguió adelante sin tomar la precaución elemental de sondear y el Pravda encalló dos veces en el centro del canal.
Según Urvantsev, perforaciones en Nordvik durante las próximas temporadas revelaron pequeñas bolsas de petróleo poco profundas, relacionadas con estructuras de sal de poca importancia comercial. Sin embargo, la sal fue extraída a una escala bastante masiva mediante los trabajos forzados de la colonia penal. Desde la década de 1930 en adelante, Nordvik se convirtió en una importante fuente de suministro de sal para las pesquerías del norte.
Aunque las esperanzas originales de petróleo en Nordvik no se materializaron, se ganó experiencia en la exploración de hidrocarburos dentro de las zonas de permafrost continuo. Esta experiencia resultó invaluable en la posterior exploración y explotación de los masivos campos de petróleo y gas de Siberia occidental. 
La colonia penal se cerró a mediados de la década de 1940, cuando los estadounidenses llegaron a Nordvik como aliados de la Unión Soviética. La sal fue extraída por deportados internos en lugar de prisioneros, después del cierre de la colonia penal. El asentamiento de Nordvik se abandonó en 1956.

## Imágenes
|                    |
| Paisaje de Nordvik |

| |
| La bahía de Nordvik (centro) entre las áreas de la cuenca del río Játanga (izquierda: golfo de Játanga) y Anabar (derecha: golfo de Anabar). La isla Bolshoy Begichev se encuentra al norte. |

| |
| Mapa que muestra la ubicación de la bahía de Nordvik. La colonia penal de Nordvik estaba ubicada en la pequeña península en el lado occidental de la bahía |